# Kościół Narodzenia Najświętszej Maryi Panny w Bełchatowie
Kościół Narodzenia Najświętszej Maryi Panny – rzymskokatolicki kościół parafialny należący do dekanatu bełchatowskiego archidiecezji łódzkiej.

## Historia i architektura
Obecna murowana świątynia oraz dwie kaplice Matki Bożej i św. Franciszka z Asyżu zostały wybudowane w 1721 roku przez Stanisława Rychłowskiego, chorążego sieradzkiego. Budowla została konsekrowana w dniu 25 lipca 1731 roku przez sufragana gnieźnieńskiego biskupa Franciszka Józefa Kraszkowskiego. Pierwotnie kościół należał do Franciszkanów, których klasztor został założony w 1617 roku. Po powstaniu styczniowym klasztor został skasowany przez władze carskie, a świątynia pełniła odtąd funkcję filialnej dla parafii w Grocholicach. W 1893 roku kościół decyzją biskupa włocławskiego Aleksandra Kazimierza Bereśniewicza został podniesiony do rangi parafialnego.
Kościół został wzniesiony w stylu późnobarokowym, jest orientowany, składa się z jednej nawy oraz węższego i niższego prezbiterium zamkniętego półkoliście i wieży od strony zachodniej, posiadającej kruchtę w dolnej kondygnacji. Obok nawy głównej z dwóch stron są umieszczone kaplice: Matki Bożej Bełchatowskiej i Świętego Krzyża. Nawa i prezbiterium są nakryte sklepieniem kolebkowym z lunetami. Przy prezbiterium znajdują się dwie duże szkarpy.

## Wyposażenie
W ołtarzu głównym znajduje się obraz Matki Boskiej Częstochowskiej. Świątynia posiada boczne pozłacane kolumny, dwie rzeźbione figury Aniołów oraz świętych – Bonawentury i Jacka. Z lewe i prawej strony nawy głównej są umieszczone dwa ołtarze poświęcone: św. Antoniemu i św. Józefowi.

### Organy
Organy wybudował Dominik Grochalski w 1966 roku. Ostatni remont odbył się w 2015 roku, a przeprowadził go Maciej Mamel z Dobczyc. Instrument posiada pneumatyczną trakturę gry.
Dyspozycja instrumentu:
| Manuał I                 | Manuał II          | Pedał           |
| ------------------------ | ------------------ | --------------- |
| 1. Pryncypał 8'          | 1. Amabilis 8'     | 1. Subbas 16'   |
| 2. Salicet 8'            | 2. Aeolina 8'      | 2. Oktawbas 8'  |
| 3. Flet Otwarty 8'       | 3. Obój 8'         | 3. Chorałbas 4' |
| 4. Klarnet 8' (labialny) | 4. Rożek 4'        |                 |
| 5. Burdon 8'             | 5. Trawers flet 4' |                 |
| 6. Rurflet 4'            | 6. Nazard 2 2/3'   |                 |
| 7. Mixtura 3x            | 7. Blokflet 2'     |                 |
|                          | 8. Cymbałki 1' 3ch |                 |

## Pomnik i tablice pamiątkowe
Przy kościele stoi pomnik Pamięci Bełchatowian, na którym umieszczono tablice pamiątkowe ku czci: Czesława Bartłomiejczyka, Janusza Głuchowskiego, Janusza Kepalskiego, Władysława Włodarczyka i Konrada Leśniewskiego.
Na zewnętrznej elewacji kościoła wiszą tablice ku czci:
- pułkownika Ryszarda Kuklińskiego z 2006,
- księdza kanonika Franciszka Potapskiego (1882-1942), zamordowanego przez Niemców w obozie koncentracyjnym w Dachau (obok wmurowana jest urna z ziemią z Dachau),
- księdza prałata Aleksandra Łęgockiego, lokalnego proboszcza w latach 1975-1998 i dziekana w latach 1991-1998, działacza antykomunistycznego,
- 20. rocznicy powołania do życia NSZZ Solidarność z 2000[5].

Wewnątrz kościoła wiszą tablice z historią kościoła, wykazem proboszczów oraz upamiętniająca Stanisławę z Kaczkowskich Byszewską (zm. 1908).

## Galeria

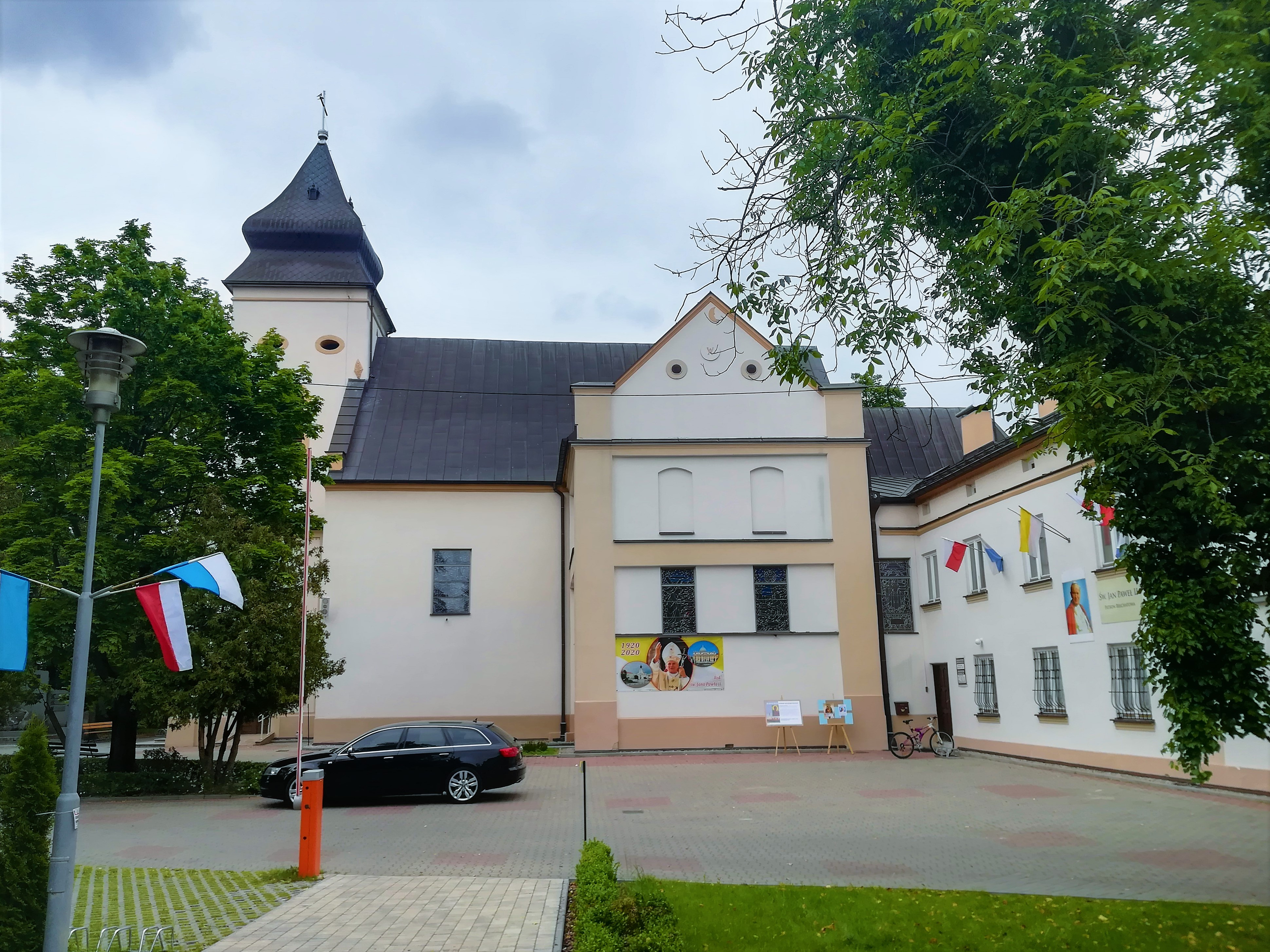
Elewacja boczna
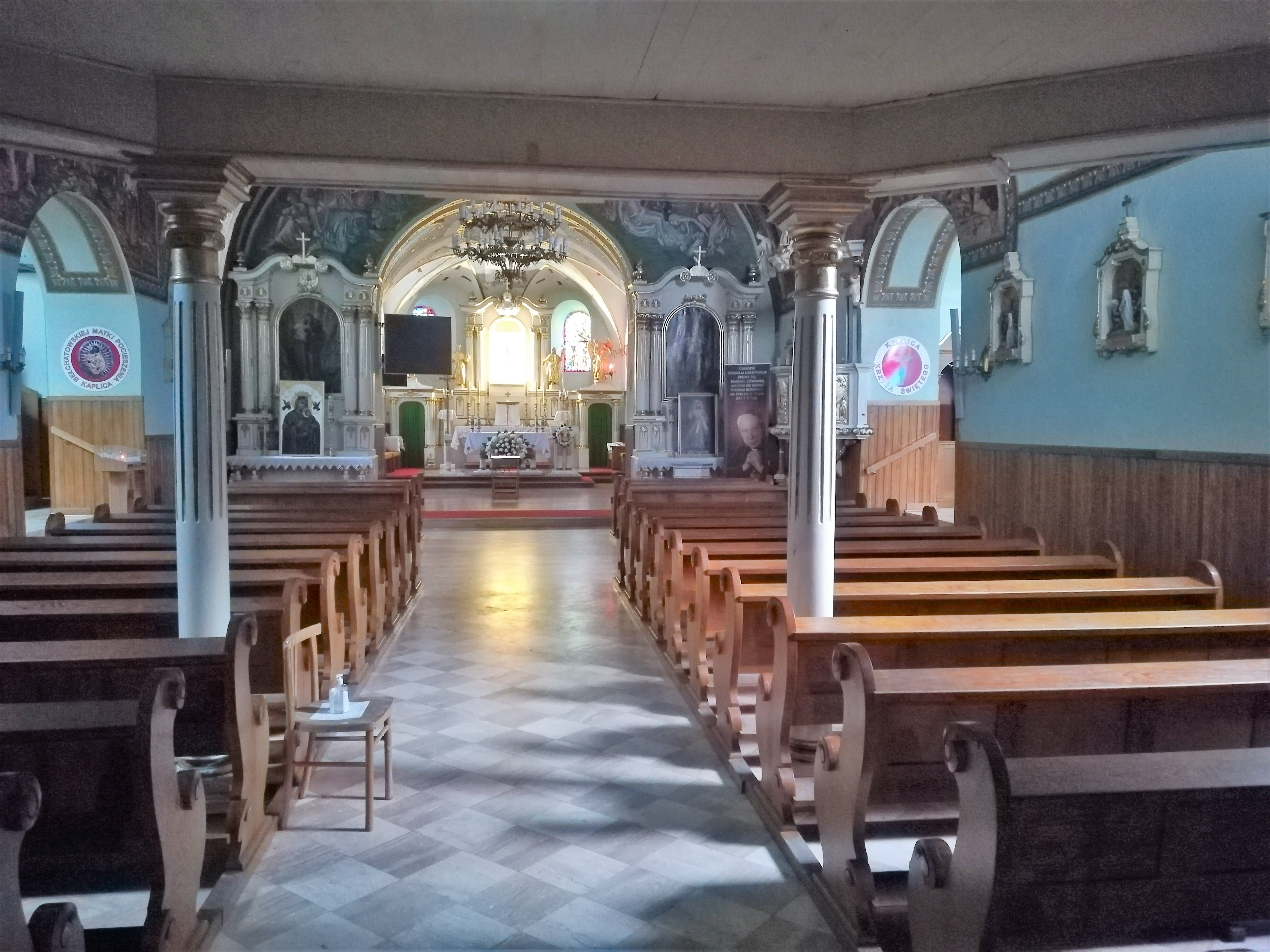
Wnętrze z ołtarzem
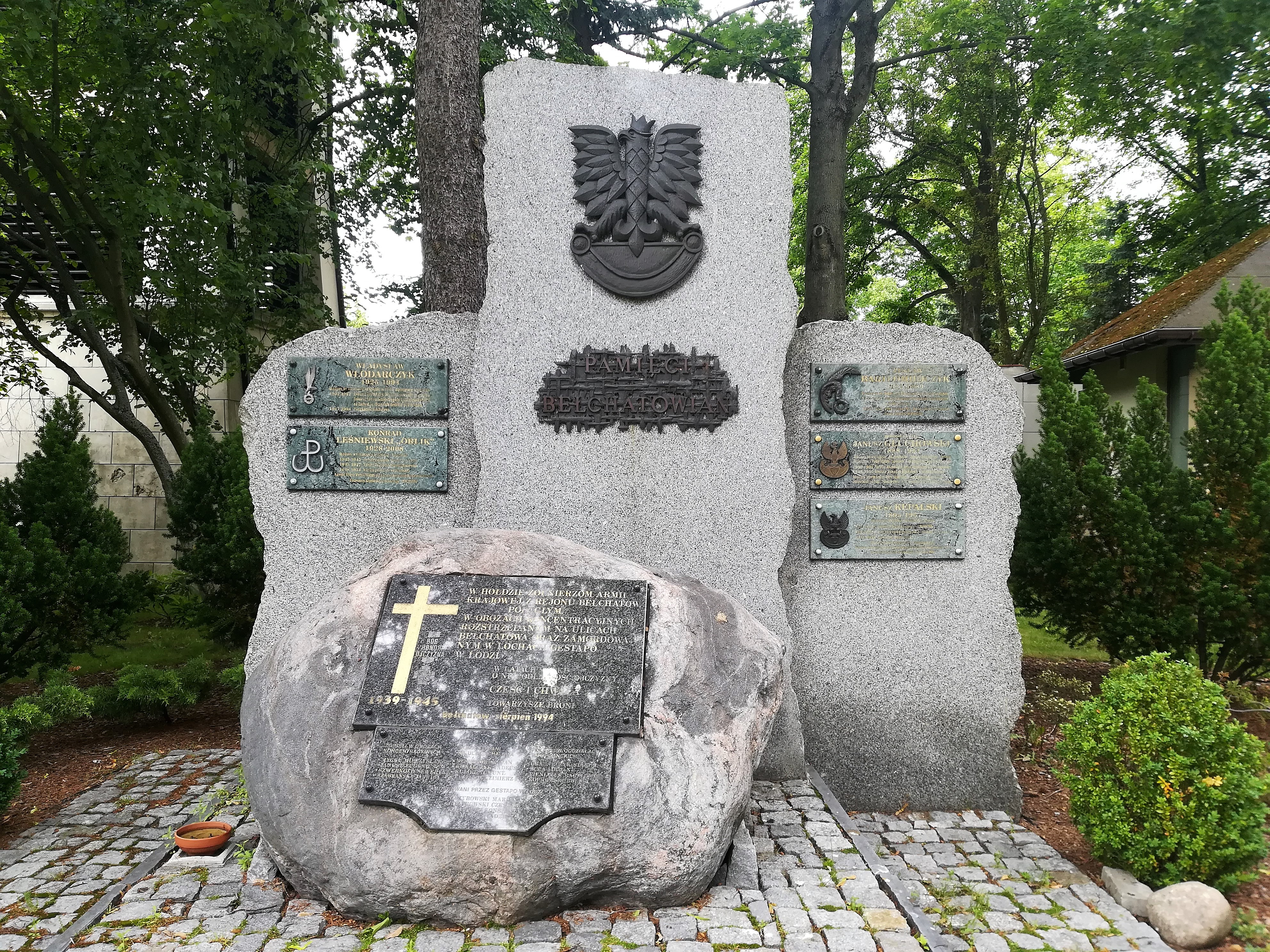
Pomnik Pamięci Bełchatowian